# Nya Zeelands herrlandslag i fotboll

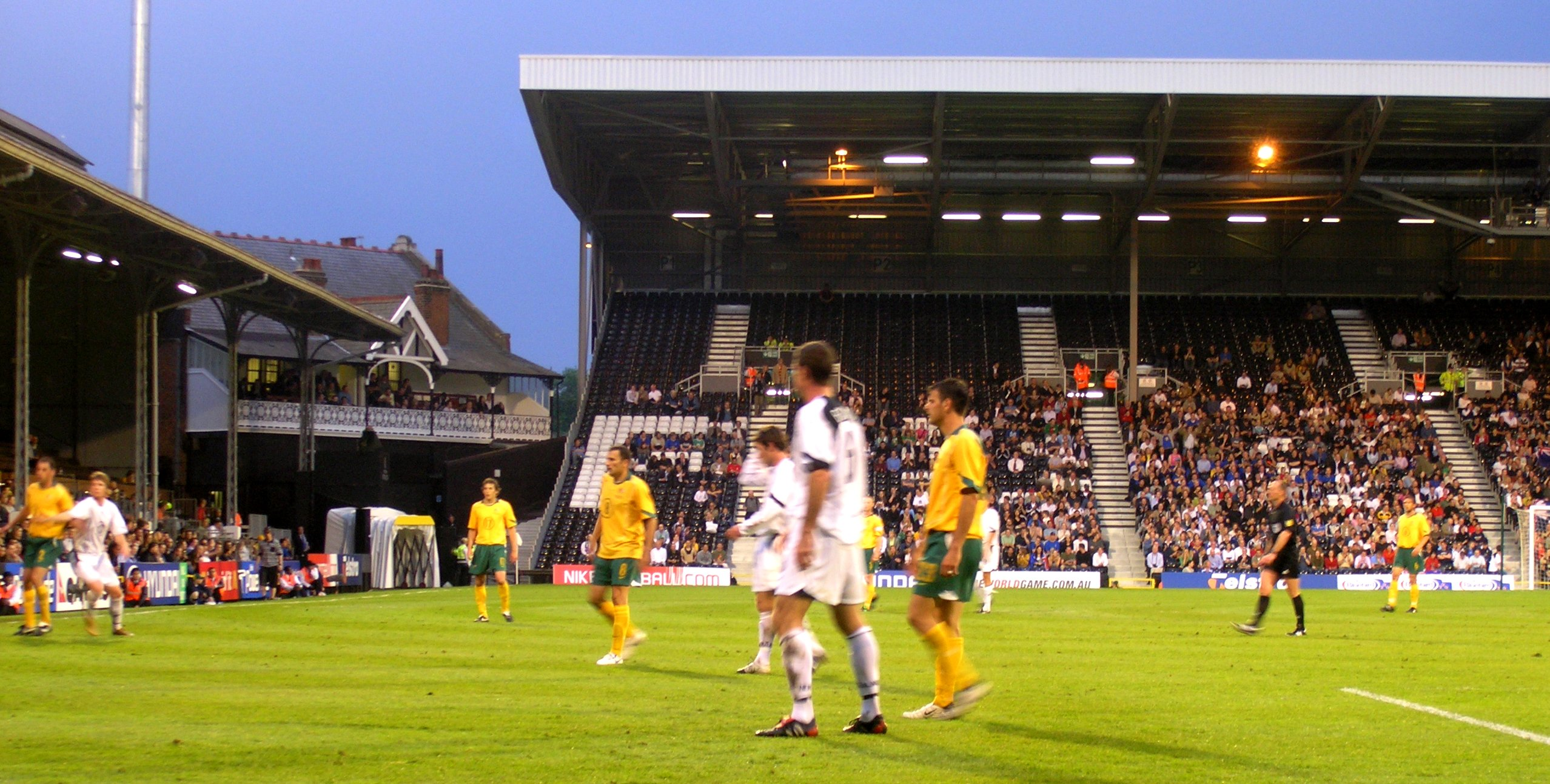
Nya Zeeland, i vitt, i en vänskapsmatch mot Australien.

Nya Zeelands herrlandslag i fotboll (engelska: New Zealand national football team) representerar Nya Zeeland i fotboll på herrsidan. 
1904-1905 spelade man mot olika australiska lag, och första officiella landskampen spelades i Dunedin den 17 juni 1922, där Nya Zeeland slog Australien med 3-1.
Fotbollslandslaget kallas All Whites på grund av sina helvita dräkter. Landslagets största framgång kom då man tog sig till VM 1982 i Spanien. Där förlorade man alla tre gruppspelsmatcher. I premiärmatchen mot Skottland förlorade man med 2-5, mot Sovjetunionen med 0-3 och mot Brasilien med 0-4.
Sveriges första landskamp (träningslandskamp) mot Nya Zeeland spelades på Friends Arena den 16 juni 2023. Sverige vann med 4-1.

## Meriter
Världsmästerskap
- 1982. Slutspel.
- 2010.

Fifa Confederations Cup
- 1999. Slutspel.
- 2003. Slutspel.
- 2009. Slutspel.
- 2017. Slutspel

OFC
- 1973. Vinnare.
- 1998. Vinnare.
- 2002. Vinnare.
- 2008. Vinnare.
- 2016. Vinnare.

## VM

### 1982
Nya Zeeland kvalade för första gången in till VM år 1982. I första rundan i kvalet hade man gått vidare på bekostnad av Australien. I slutomgången kom Nya Zeeland delad tvåa med Kina och man fick spela playoff mot Kina. Den matchen vann Nya Zeeland med 2-1. I VM hade Nya Zeeland ingen chans i gruppspelet mot Brasilien, Sovjetunionen och Skottland. Nya Zeeland förlorade 0-4 mot Brasilien, 0-3 mot Sovjetunionen och 2-5 mot Skottland. Nya Zeelands enda målskyttar blev Steve Sumner och Steve Wooddin.

### 2010
Till VM 2010 hamnade Nya Zeeland i en grupp med Paraguay, Slovakien och Italien. Alla tre matcher slutade oavgjort vilket inte räckte till avancemang från gruppen. Nya Zeeland blev det enda laget i turneringen som inte förlorade någon match.

## Kända spelare
- Winston Reid
- Wynton Rufer
- Chris Killen
- Craig Henderson
- Ryan Nelsen
- Chris Wood

### Fotnoter
1. ↑  ”Men's Ranking”. Fifa. https://inside.fifa.com/fifa-world-ranking/men?dateId=id14415. Läst 2 juli 2024.
2. ↑  Stewart, Ashleigh (17 juni 2018). ”My favourite World Cup moment: When New Zealand were unbeatable at South Africa 2010” (på engelska). The National. https://www.thenationalnews.com/sport/football/my-favourite-world-cup-moment-when-new-zealand-were-unbeatable-at-south-africa-2010-1.740110.